# Bruskowo Małe
Bruskowo Małe (deutsch Klein Brüskow, kaschubisch Môłe Brëskòwò, slowinzisch Mẩu̯lė Brȧ̃skɵvɵ) ist ein Dorf im Nordwesten der polnischen Woiwodschaft Pommern und gehört zur Landgemeinde Redzikowo (Reitz) im Powiat Słupski.

## Geographische Lage
Die Ortschaft liegt in Hinterpommern, etwa zehn Kilometer westnordwestlich von Slupsk (Stolp) und zwei Kilometer westsüdwestlich des Kirchdorfs Bruskowo Wielkie (Groß Brüskow).
Die Gemarkung des Dorfs umfasst zum Teil bewaldete Grundmoräne, ein Wiesental, an dem der Ort liegt, und einen Streifen des Motzbach-Tals im Süden.

## Geschichte
Das ehemalige Bauerndorf wird erwähnt, als Herzogin Anna um 1650 in Klein Brüskow einen Ziegelhof errichten ließ. In preußischer Zeit war das Dorf eines von achtzehn königlichen Dörfern, die dem Amt Stolp unterstanden.
Um 1784 hatte Klein Brüskow fünf Bauern, zwei Kossäten, zwei  Büdner und einen Schulmeister bei insgesamt zehn Feuerstellen (Haushalten). Mit der Regulierung wurde aus dem Amtsdorf ein Bauerndorf.
Bis 1945 gehörte das Dorf zum Landkreis Stolp im Regierungsbezirk Köslin der preußischen Provinz Pommern. Klein Brüskow in den Amts- und Standesamtsbezirk Groß Brüskow und in den Amtsgerichtsbereich Stolp eingegliedert.
Gegen Ende des Zweiten Weltkriegs wurde das Dorf am 8. März 1945 von sowjetischen Truppen besetzt und anschließend von der Sowjetunion der Volksrepublik Polen zur Verwaltung überlassen. Der deutsche Ort erhielt den neuen polnischen Namen Bruskowo Małe. Im Sommer 1945 kamen Polen in das Dorf und übernahmen Höfe und Häuser. Die deutsche Bevölkerung wurde vertrieben, der erste Teil am 11. Dezember 1945. Im Jahr 1947 waren bereits alle Dorfbewohner vertrieben.
Später wurden in der Bundesrepublik Deutschland  79 und in der DDR 45 aus Klein Brüskow vertriebene Dorfbewohner ermittelt.
Das Dorf ist heute ein Ortsteil der Gmina Redzikowo im Powiat Słupski in der Woiwodschaft Pommern (1975–1998 Woiwodschaft Słupsk).
| Jahr | Einwohner | Anmerkungen                                                 |
| ---- | --------- | ----------------------------------------------------------- |
| 1832 | 70        | Dorf, mit zehn Häusern, zum Kirchspiel Groß Brüskow gehörig |
| 1910 | 125       | am 1. Dezember                                              |
| 1925 | 138       | darunter 129 Evangelische                                   |
| 1933 | 154       | [ 7 ]                                                       |
| 1939 | 143       | [ 7 ]                                                       |

Im Jahr 2009 hatte der Ort 113 Einwohner.

## Kirche

### Kirchspiel bis 1945
Die Bevölkerung von Klein Brüskow war vor 1945 größtenteils evangelischer Konfession. Das Dorf gehörte zum Kirchspiel Groß Brüskow im Kirchenkreis Stolp-Stadt der Kirchenprovinz Pommern der Kirche der Altpreußischen Union. Letzter deutscher Geistlicher war Pfarrer Heinrich Runkel.
Das katholische Kirchspiel war in Schlawe i. Pom.

### Kirchspiel seit 1945
Die seit 1945 und Vertreibung der Einheimischen hier lebende polnische Dorfbevölkerung ist überwiegend katholisch. Die polnischen Katholiken benutzen die beschlagnahmte Dorfkirche in Bruskowo Wielkie (Groß Büskow); die polnische Pfarrei ist dem Dekanat Ustka (Stolpmünde) im Bistum Köslin-Kolberg der Römisch-katholischen Kirche in Polen zugeordnet.
Hier lebende evangelische Kirchenglieder gehören zur Kirchengemeinde der Kreuzkirche in Słupsk in der Diözese Pommern-Großpolen der Evangelisch-Augsburgischen Kirche in Polen.

## Schule
Im Jahre 1932 unterrichtete in der einstufigen Volksschule ein Lehrer 35 Schulkinder. Hierher kamen auch die Kinder aus Grünhagen (heute polnisch: Wierzbięcin).

## Verkehr
Durch das Dorf verläuft eine Nebenstraße, die von Słupsk (Stolp)  kommend über Bruskowo Wielkie (Groß Brüskow) und Krzemienica (Steinwald) bis nach Możdżanowo (Mützenow) und weiter zur Wojewodschaftsstraße 203 (Koszalin (Köslin) – Darłowo (Rügenwalde) – Ustka (Stolpmünde)) führt. Die nächste Bahnstation ist  Strzelinko (Strellin) an der Staatsbahnlinie Nr. 405 Piła (Schneidemühl) – Ustka.